# Сигер Брабантский
Сигер Брабантский (лат. Sigerius de Brabantia или Siger de Brabantt; около 1240, Брабант — 1284, Орвието) — средневековый философ, магистр, затем профессор Факультета Искусств Парижского университета, один из основателей западноевропейского (т. н. «латинского») аверроизма. Автор комментариев к «Физике», «Метафизике» и другим сочинениям Аристотеля.
Сигер считал, что истина рационального знания может противоречить истине религиозного откровения. Он признавал существование Бога как первопричины, отрицал творение из ничего, считал, что мир совечен Богу. Сигер пришёл к выводу о вечности мира, полагая, что Бог есть перводвигатель, отрицал бессмертие индивидуальной души человека, отстаивал приоритет разума, который в аверроистической концепции считался единым, универсальным и общим для всего человечества.
Взгляды Сигера Брабантского были осуждены Альбертом Великим, Фомой Аквинским (трактат «О единстве разума против аверроистов») и другими. Дальнейшее разбирательство по поводу осуждения Сигера было перенесено к папскому двору, однако во время следствия по неизвестным причинам философ был убит.

## Биография
О жизни Сигера Брабантского известно крайне мало, источники того времени его почти не упоминали. Мыслитель родился в герцогстве Брабантском (современная провинция Бельгии) около 1240 года. Такая датировка устанавливается на том основании, что Сигер получил степень магистра философии между 1260 и 1265 годами. Учитывая, что тогда ему должно было быть как минимум 20—25 лет, исследователи датируют его рождение самое позднее 1240-ми годами.
Сигер обучался на факультете свободных искусств Парижского университета примерно в 1255—1260-х годах. Источники упоминают, что в то время он был каноником в Льеже. Примерно к 1264 году (между 1263 и 1265 годами) он получил степень магистра философии (magister Artium) и начал преподавать. В это время Сигер получил известность в интеллектуальной среде и пользовался большим уважением у студентов. Его успехи способствовали образованию «группы Сигера» — философов, в число которых входил Боэций Дакийский и Бернье Нивельский. Способ философствования этой группы отличался тем, что они игнорировали церковь и христианскую теологию, однако в то же время не критиковали религию и не выступали с антицерковными взглядами. Таким образом, философия Сигера и его группы перестала исполнять функцию инструмента теологии и претендовала на самостоятельный статус. Эти основания послужили свободному использованию философских постулатов, противоречащих католической вере, что в последующем привело к осуждению аверроизма.
В начале 70-х годов группа преподавателей факультета свободных искусств, в которую входил Сигер Брабантский, оказалась в фокусе теологических споров. Причиной послужило письмо, датируемое 1270 годом (по другим данным, 1273—1276), Эгидия Лесинского Альберту Великому. В письме сообщалось, что в Парижском университете преподаются вещи, противоречащие положениям католической веры. Эгидий тезисно сформулировал те положения, которые показались ему еретическими, и просил Альберта Великого, как более опытного теологического учёного, разобраться в этих вопросах.
Всего Эгидий составил 15 тезисов, 13 из которых были признаны еретическими:
| 1. Primus articulus est: Quod intellectus omnium hominum est unus et idem numero                        | Разум всех людей один и тот же по числу                                                         |
| 2. Quod ista est falsa sive impropria: homo intelligit                                                  | Утверждение «человек познаёт» ложно и [употребляется] не в несобственном смысле слова           |
| 3. Quod voluntas hominis ex necessitate vult et eligit                                                  | Воля человека волит и выбирает по необходимости                                                 |
| 4. Quod omnia que hic in inferioribus aguntur subsunt necessitati corporum celestium                    | Всё, что происходит в подлунном мире, подчинено необходимости небесных тел                      |
| 5. Quod mundus est eternus                                                                              | Мир вечен                                                                                       |
| 6. Quod nunquam fuit primus homo                                                                        | Никогда не было первого человека                                                                |
| 7. Quod anima, que est forma homonis, secundum quod homo, corrumpitur corrupto corpore                  | Душа, являющаяся формой человека, гибнет как таковая вместе с гибелью человека                  |
| 8. Quod anima post mortem separata non patitur ab igne corporeo                                         | Отделённая после смерти душа не может страдать от телесного огня                                |
| 9. Quod liberum arbitrium est potentia passiva, non activa et quod de necessitate movetur ab appetibili | Свободный выбор есть пассивная, а не активная способность, и необходимо движим объектом желания |
| 10. Quod Deus non cognoscit singula(ria)                                                                | Бог не познаёт единичные объекты                                                                |
| 11. Quod non cognoscit aliud a se                                                                       | Он не познаёт отличное от себя                                                                  |
| 12. Quod humani actus non reguntur providentia Dei                                                      | Действием человека не руководит божественное провидение                                         |
| 13. Quod Deus non potest dare immortalitatem vel incorruptibilitatem rei mortali vel corporali          | Бог не может наделить бессмертием и неразрушимостью смертную и разрушимую вещь                  |

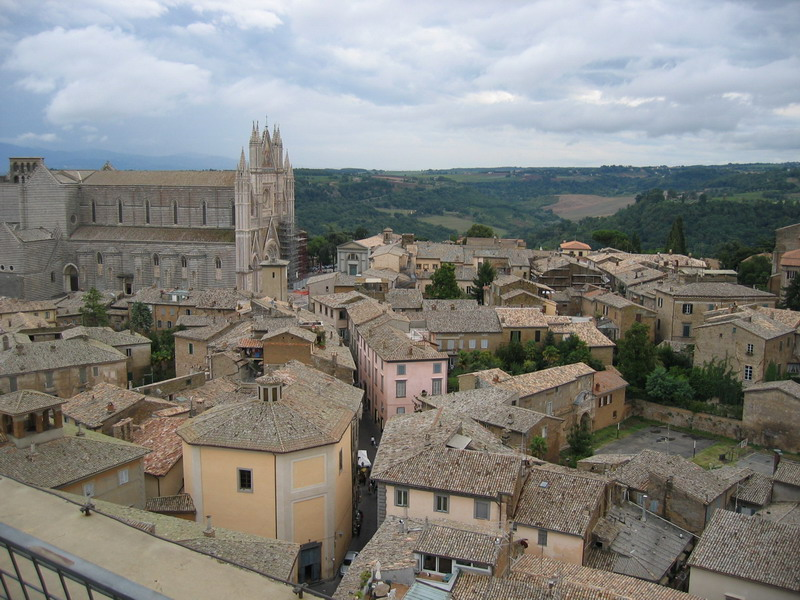
город Орвието

Разобрав тезисы Эгидия, Альберт Великий установил, что тринадцать тезисов являются еретическими, а два — ложными, написав по случаю осуждения трактат «О пятнадцати проблемах» («De quindecim problematibus»). 10 декабря 1270 года тезисы были осуждены как еретические парижским епископом Стефаном Тампье. Вполне допустимо, что тезисы были направлены не против одного человека, а против целого движения, которое было далеко не однородно, поскольку в противном случае выходит, что по 7 и 8 пункту один и тот же магистр должен был утверждать, что душа человека гибнет и, отделившись от тела, не страдает от вечного огня.
Преподаватели Парижского университета, против которых были направлены эти тезисы, в 1272 году вместе со студентами оставили Парижский университет и основали свой собственный, избрав ректором Сигера Брабантского. Такое предприятие не могло не затронуть церковные власти, и в 1275 году в Париж был направлен папский легат Симон де Брион, который покончил с разделением университета. Руководители Парижского университета вместе с представителями церкви для более эффективного решения проблемы издали декрет, в котором запрещалось чтение книг Аристотеля частным образом. Однако данная мера не принесла ожидаемых результатов, и 7 марта 1277 года было обнародовано новое осуждение, в котором было объявлено 219 еретических тезисов аверроистов, впрочем, часть из которых не имела никакого отношения к Сигеру.
О последних годах Сигера известно мало. В ноябре 1276 года его вместе с двумя коллегами по факультету вызвали к французскому инквизитору Симону дю Валю, перед которым философ должен был предстать в январе 1277 года. Вполне возможно, что Сигер и его соратники к этому времени уже покинули Францию. Вероятно, философ намеревался апеллировать к папе и поэтому отправился в Италию, к папскому двору в Орвието. Там Сигер прожил ещё несколько лет, находясь под домашним арестом. В начале восьмидесятых годов Сигер скончался при неизвестных обстоятельствах. По одной из версий, его убил некий сумасшедший из его окружения.

## Учение

### Доказательство существования Бога
Доказательство бытия Бога у Сигера Брабантского, с одной стороны, опирается на аристотелевский принцип «от причины», с другой стороны, на христианско-неоплатонический онтологизм, в основе которого лежит представление о том, что понятие «Бог» самоочевидно, а поэтому не нуждается в доказательстве. В силу последнего обстоятельства доказательство Сигера не совсем является доказательством (demonstratio) в схоластическом смысле этого слова, поскольку в нём отсутствуют элементы силлогистического рассуждения.

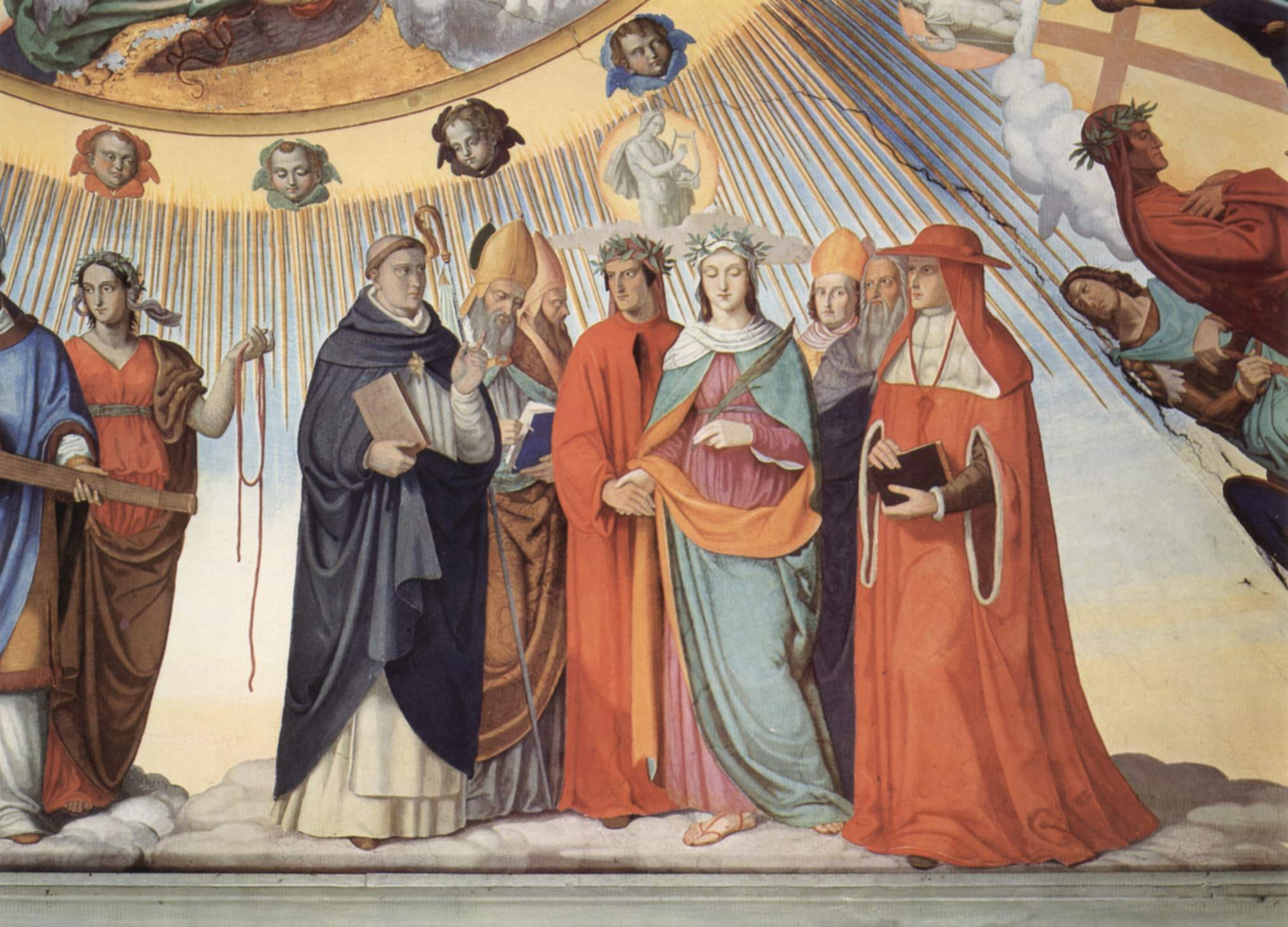
Данте и Беатриче говорят с учителями мудрости Фомой Аквинским, Альбертом Великим, Петром Ломбардским и Сигером Брабантским на Сфере Солнца (фреска Филиппа Фейта), Песня 10. Рим, Казино Массимо, зал Данте

Сигер Брабантский исходит из того, что в универсуме должно существовать такое сущее, которое является причиной для других сущих, но само причинно не обусловлено. В терминологии философа эта формула имеет следующий вид: ens causans tantum non causatum — сущее, причиняющее и не причинённое. Без такого сущего не было, во-первых, тех сущих, которые только причинно обусловлены, во-вторых, тех, которые равно первым обусловлены причиной, но с другой стороны способны сами быть причиной для других сущих. Поэтому ens causans tantum non causatum это Бог.
Далее философ хочет показать, что существование Бога всецело необходимо, поэтому он предлагает два аргумента. Первый заключается в том, что если бы такой причины, как ens causans tantum non causatum не существовало, то в возможности могло бы ничего не существовать. А поскольку возможное иногда случается, то когда-то б случилась такая ситуация, при которой ничто не существовало (ничего не было). Но если иногда есть ничто (ничего нет), то из этого с необходимостью следует, что оно было бы в прошлом, а если бы оно было в прошлом, то оно необходимо должно быть сейчас, поскольку «из ничего ничего не выйдет». Но поскольку в данный момент существует универсум, то с необходимостью должно существовать ens causans tantum non causatum.
Другой аргумент существования Бога исходит из особого понимания понятия «необходимое». Сигер считает, что необходимое может быть, во-первых, имеющим в своём основании не-необходимую причину, например, живому существу для сохранения жизни необходимо питаться. Во-вторых, необходимое таково в силу необходимой причины: затмение Солнца происходит в силу необходимого движения Луны. И наконец, в-третьих, существует «необходимое», которое безусловно и не имеет причины своей необходимости. У этого «необходимого» нет в своём бытии ни внутренней, ни внешней причины. Ens causans tantum non causatum является таким необходимым.
Эта причина не является ни акциденцией, ни силой в теле, ни самим телом, поскольку акциденция может существовать только в рамках своего субъекта, а тело и сила представляют количественные параметры. Поэтому поскольку Бог не зависит ни от какой внешней и внутренней причины, то он сам прост и неделим.
Учитывая вышесказанное, Сигер Брабантский приходит к выводу, что высказывание «Бог существует» — самоочевидно, другими словами, бытие Бога как ens causans tantum non causatum не зависит ни от какой причины, а значит понятие «существование» включено в объём понятия «Бог», и постигая значение этого термина как ens causans tantum non causatum, мы с необходимостью приходим к выводу, что он существует.
В результате этого Сигер Брабантский утверждает: «На этом основании исследователю становится ясно, что Бог обладает величайшей и чистейшей необходимостью в существовании; ибо как может утратить бытие то, что является бытием по своей сущности». По мнению А. В. Апполонова, такое высказывание отделяет Сигера от латинского аристотелизма и весьма сближает с христианским платонизмом.
Фома Аквинский оспаривал доказательства, встречаемые у Сигера Брабантского, хотя прежде всего оппонентами Фомы были августинианцы, аргументация которых совпадала в онтологическом пункте с позицией Сигера.

### Детерминизм и контингентность

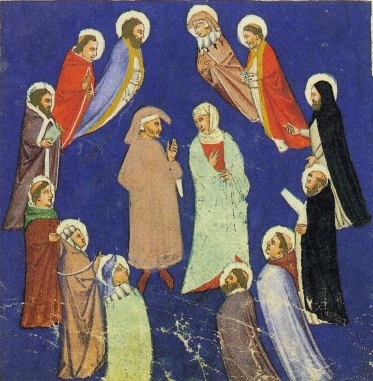
Сигер (справа сверху в красном) в Раю Данте

К XIII веку проблемы детерминизма и контингентности приобрели новую актуальность. Христианское учение пыталось совместить свободу воли и божественное предопределение (проблема была поставлена ещё Августином). Суть проблемы в том, что если человеческие действия причинно обусловлены, то человек невиновен в своих грехах, и поэтому теряет смысл учение о наказании грешников и воздаянии праведникам. В XIII веке в научный оборот вошли арабские и античные сочинения, в которых утверждалось, что все события в подлунном мире, включая действия людей, определяются миром надлунным, то есть небесными светилами. Аналогично сторонники астрологии, получившей в то время широкое распространение, часто отстаивали идею, что небесные явления определяют жизнь людей в целом и поступки каждого человека в частности. Подобные представления характеризовались ярко выраженным детерминизмом, который противоречил свободе воли и даже ставил под сомнение возможность влияния Бога на естественный ход вещей. Именно в такого рода детерминизме Эгидий Лесинский попытался обвинить аверроистов (четвёртое обвинение: всё, что происходит в подлунном мире, подчинено необходимости небесных тел). Однако в сочинениях философов аверроистического течения учение о детерминированном характере подлунного мира обнаружить нельзя. Например, Боэций Дакийский в комментарии к «Физике» признаёт, что aliquid potest fieri pure ех casu («нечто может произойти чисто случайным образом»), а Сигер Брабантский в начале своего трактата, отдельно посвящённому детерминизму и контингентности, специально акцентирует внимание на то, что согласно Аристотелю не всё совершается необходимым образом.
Между тем в некоторых вопросах аверроисты высказывают явно детерминистскую позицию. Главный пункт этого вопроса, предполагающий расхождение с Церковью, — детерминированность воли Бога. Этой проблематике Сигер Брабантский посвятил отдельное сочинение под названием De necessitate et contingentia causarum («О необходимости и контингентности причин»). В своём учении философ утверждает, что в мире существует многообразие причинно-следственных связей, среди которых первым является порядок Первой причины, то есть Бога. Этот порядок представляется как сущностная, непосредственная и необходимая причина. Она является необходимой, поскольку её действие не может быть прервано, и она не действует с помощью иных причин, а значит Первая причина необходима в отношении к своему первому следствию. Эта причина является непосредственной, поскольку никакая другая причина не принимает участие в её причиняющем акте. Первое следствие этой причины оказывается её первой и совечной интеллигенцией, которая хотя и тварна, но всегда была, есть и будет первым следствием Первопричины.
Второй порядок причин — это порядок Первой причины по отношению к невозникающим и неуничтожимым сущностям, которыми являются, например, небесные светила, и к их движению. Этот порядок предполагает необходимый ход вещей, начинающих своё бытие вместе с Первой причиной. Но в данном порядке Первопричина уже не является непосредственной.
Третий порядок представляет необходимое отношение Первой причины по отношению к пространственному положению небесный тел. Ровно как и во втором порядке здесь отсутствует непосредственный характер причинения, однако третий порядок отличается от второго ещё и отсутствием одновременного начала своего бытия с Первой причиной. Однако порядок движения небесных тел определяется не посторонними двигателями, а именно Первой причиной.
Четвёртый порядок представляет отношение небесных тел и вещей подлунного мира. Этот порядок осуществим различными способами, а значит в нём наличествует многообразие отношений: небесные тела могут является сущностной, необходимой и непосредственной причинами. Если положение небесных тел для подлунного мира одновременно является и сущностной, и непосредственной, и необходимой причиной, то имеет место, производимое с помощью непосредственного движения, следствие. Положение небесных тел в отношении к подлунному миру может быть сущностной, но не-необходимой, тогда причиняющее действие будет происходить в большинстве случаев. Кроме того, положение небесных тел по отношению к вещам подлунного мира может быть акцидентальной причиной, и в таком случае причиняющему действию небесных тел будет оказано сопротивление другой более сильной причины. В этом сочетании Бог выполняет роль объединяющей причины (causa uniens), поскольку небесные тела сами зависят от Первой причины как от сущностной и необходимой.
Пятый порядок заключает отношение вещей подлунного мира по отношению к их следствиям. Здесь, как и в предыдущем порядке, присутствует многообразие отношений. Связи этого порядка со своими следствиями могут выступать как: существенные и необходимые; существенные и не-необходимые; акцидентальные. Однако поскольку предметы подлунного мира более всего переменчивы, то в следствиях пятого порядка более всего распространены второй и третий типы связей.

#### Будущие контингентные события
Сигер полагает ошибочным мнение тех, кто считает необходимыми все будущие события. Его оппоненты считали, что будущие контингентные события таковы в силу их причинения некоторыми действиями, предполагающими случайное следствие (например пятым порядком), но поскольку конечным причинением является необходимая сила Первой причины, эти контингентные события являются необходимыми. По мнению Сигера, хоть Первая причина и является непрерывной, она не является непосредственной для контингентных событий подлунного мира и их прерывных действий. А если бы в подлунном мире всё было подчинено необходимости, то будущие контингентные события не были прерывны, ровно как и Первая причина. Но такое положение дел, по утверждению Брабанца, противоречит опыту, ведь если действие de facto и не является прерывным, оно всё равно может быть прервано. Таким образом, необходимыми являются только такие события, которые происходят от сущностных причин, и действия которых не могут быть прерваны, например, действие Первой причины. Но в силу того, что не все будущие контингентные события обладают таким порядком причин, а ровно наоборот, многим предшествуют акцидентальные причины, действия которых могут быть прерываемы, хотя de facto они непрерывны, то не всё в универсуме происходит необходимым образом.
Такая форма учения о необходимых и контингентных причинах позволила Сигеру сформулировать свою позицию касательно Божественной провиденции: «Поэтому и для Божественного провидения будущие события не являются необходимыми, поскольку Божественное провидение есть не что иное, как практическое основание порядка и взаимосвязи причин и отношений наличествующего к причиняемому. Но из такового многое, что происходит, не следует с необходимостью, поскольку это [то есть необходимость] не включено в его понятие, или смысл».

### Вечность человеческого вида
С точки зрения философии Сигера Брабантского человеческий вид существует вечно. В этом вопросе прослеживается явный аристотелизм Брабанца, поскольку Аристотель постулировал вечность видов. Вечность человеческого вида Сигер объясняет следующим образом: человеческие индивиды рождаются один за другим — и так бесконечно. Сама ситуация несуществования вида «человек» мыслится им абсурдной: «Имеется противоречие, — пишет Сигер Брабантский, — в том, чтобы допускать несуществование вида „человек“, поскольку имеются сущие, в чьё определение не входит „безусловное существование“, например, индивиды возникающих и гибнущих вещей, и допущение несуществования чего-то такого не противоречит их определениям; но не так обстоит дело с человеческой природой… поскольку „несуществование“ противоречит её природе». Такое учение противоречит христианскому догмату о творении первого человека, поэтому оно было осуждено в 1270 г..

### Единство разума

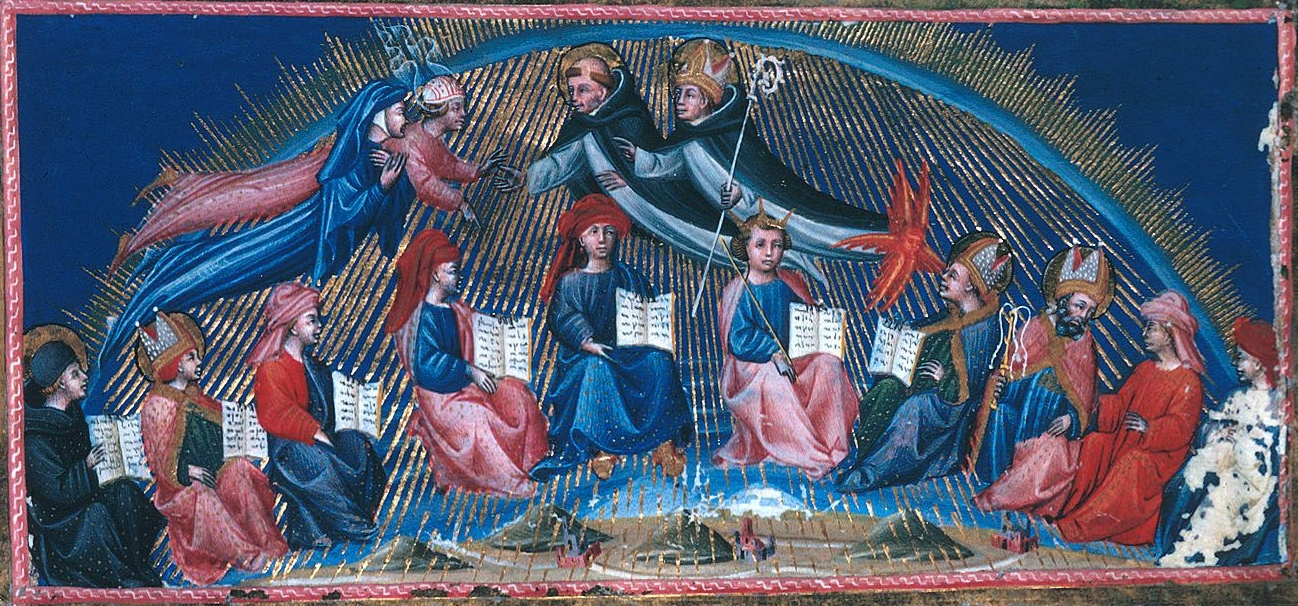
Учителя мудрости в Раю Данте. Сигер предположительно третий слева внизу (MS Yates Thompson 36, 15. Jh.)

В вопросе учения о душе Сигер Брабантский испытал сильное влияние Аристотеля и Аверроэса. Он принимает деление души на три части: вегетативную, сенситивную и разумную. По мнению Брабантца разумная душа, или разум, приходит извне (ab extrinseco) и не составляет с вегетативной и сенситивной одну простую субстанцию. Напротив, три душевные части являются элементами, образующими составную душу. Касательно воззрений на сам разум Сигер ссылается на авторитет Аристотеля: разум прост, несмешан, нематериален и субстанционален. Такие параметры разума являются условием его отдельного существования от вегетативной и сенситивной частей души.
Кроме этого Сигер Брабантский приводит свои аргументы в пользу нематериальности разума. По его мнению, последний способен оперировать общими понятиями, обладает нематериальной активностью, а также не имеет материального органа. Кроме того, для мышления нет необходимости в наличии материальных объектов в том смысле, в каком они необходимы для деятельности чувств.
Разум сам по себе существует вечно и не умножается в соответствии с умножением индивидов. Сигер выступает с критикой точки зрения Августина, согласно которой душа вливается в человеческое тело и при этом совершается акт её творения. По мнению Брабантца, позиция Аристотеля более вероятна, нежели позиция Августина; Первопричина сотворила разум «от века», и поэтому он не обладает способностью быть произведённым внове. Здесь заметно влияние аверроистической точки зрения, согласно которой у Бога нет новой воли, а божественная активность неизменна, как и сама божественная природа, а поэтому невозможны акты «нового» творения.
Сигер Брабантский в своём сочинении нередко вступает в полемику с другими комментаторами Аристотеля. Его не устраивает понимание разума Александра Афродисийского, поскольку последний, как представлялось Брабантцу, считает разум возникшим естественным образом (generalibus est) и появляющимся в момент рождения человека (на самом деле концепция разума у Александра Афродисийского имеет более сложный характер). Однако Брабантца не удовлетворяет такая позиция, ведь принятое им положение постулирует нематериальный характер мышления, в противном случае разум был бы материален и сливался с чувствительной и растительной душой человека.

## Память
Работы Сигера получили высокую оценку у некоторых современников. Так, Данте в «Божественной комедии» поместил философа на четвёртое небо Рая, рядом с Фомой Аквинским и Альбертом Великим. В течение XIV века известность Сигера постепенно сошла на нет; фигура философа пребывала в забвении вплоть до XX века, когда была заново открыта историками философии.

## Сочинения
Некоторые трактаты Сигера Брабантского считаются утерянными, однако основные сочинения дошли до наших дней и впервые были изданы в 1899 г. историком-доминиканцем П. Мандонне. Другой ряд текстов издавался в середине XX в. На данный момент продолжаются работы по расшифровке, критике и публикации сочинений философа. Хронологическая датировка работ затруднительна. Основные сочинения Сигера:
- «Логические вопросы» (Quaestiones logicales). Mandonnet P. Siger de Brabant et l'averroïsme latin au XIIIme siècle. — Fribourg, 1899. — С. 37—45. — 464 с.
- «Вопрос о том является ли истинным высказывание „человек есть живое существо“ при не-существовании индивидуальных людей» (Quaestio utrum haec sit vera: homo est animal nullo homine existente) Mandonnet P. Siger de Brabant et l'averroïsme latin au XIIIme siècle. — Fribourg, 1899. — С. 47—54. — 464 с.
- «Невозможное» (Impossibilia) Mandonnet P. Siger de Brabant et l'averroïsme latin au XIIIme siècle. — Fribourg, 1899. — С. 71—94. — 328 с.
- «Естественнонаучные вопросы» (Quaestiones naturales). Mandonnet P. Siger de Brabant et l'averroïsme latin au XIIIme siècle. — Fribourg, 1899. — С. 55—67. — 464 с.
- «О необходимости и контингентности причин» (De necessitate et contingentia causarum) Mandonnet P. Siger de Brabant et l'averroïsme latin au XIIIme siècle. — Fribourg, 1899. — С. 109—128. — 464 с.
- «О вечности мира» (De aeternitate mundi). Mandonnet P. Siger de Brabant et l'averroïsme latin au XIIIme siècle. — Fribourg, 1899. — С. 69—83. — 464 с.
- «Вопросы к третьей книге „О душе“» (Quaestiones in tertium de anima)
- «О разуме» (De intellectu) — утерян
- «О счастье» (De felicitate) — утерян
- «О разумной душе» (De amina intellectiva). Mandonnet P. Siger de Brabant et l'averroïsme latin au XIIIme siècle. — Fribourg, 1899. — С. 85—115. — 464 с.
- «Вопросы к „Физике“ Аристотеля» (Quaestiones in Physicam)
- «Вопросы к „Метафизике“ Аристотеля» (Quaestiones in Metaphysicam)
- «Вопросы к „Книге о причинах“» (Quaestiones in Librum de causis)

### Исследования
- Апполонов А. В. Латинский аверроизм XIII века. — М.: ИФРАН, 2004. — 215 с. — ISBN 5-201-02112-3.
- Апполонов А. В. Латинский аверроизм XIII века. — 2-е изд. — КРАСАНД, 2011. — 160 с. — ISBN 978-5-396-00284-5.
- Шевкина Г. В. Сигер Брабантский и парижские аверроисты XIII в. — М., 1972. — 104 с.
- Быховский Б. Э. Сигер Брабантский. — М.: Мысль, 1979. — 184 с. — (Мыслители прошлого).
- Dodd T. The life and thought of Siger de Brabant. — Lewiston: Edwin Mellen Press, 1998. — 536 с.
- Nardi B. Sigieri di Brabante nel pensiero del Rinascimento italiano. — Roma, 1945.
- Steenberghen F. van. La philosophie au XIII siècle. — Louvain, 1966.
- Steenberghen F. van. Maitre Siger de Brabant. — Louvain–Paris, 1977.
- Steenberghen F. van. Thomas Aquinas and radical Aristotelianism. — Wash., D.C., 1980.